# Вигилия
Вигилия (от лат. vigilia — «бдение») — время ночного караула.
В римских легионах время ночного караула подразделялось на четыре стражи (вигилии). Две вигилии — от заката до полуночи, и ещё две — от полуночи до восхода:
- prima vigilia — первая стража;
- secunda vigilia — вторая стража;
- tertia vigilia — третья стража;
- qvarta vigilia — четвёртая стража.

Продолжительность вигилий варьировалась в зависимости от времени года.
Вигилия — специальное название вида общественного богослужения, предполагающего проведение от захода солнца до рассвета и требующего от всех его участников бодрствования (отсутствия сна) (ср. всенощное бдение).
Также термин «вигилия» иногда используется поэтами для названия мемориальных стихов (см. поэму «Вигилии на смерть короля Карла VII»).